# Lovely Cat's Eye
Singles de Misono
Speedrive
(2006) Hot Time / A. ~answer~
(2007)
Lovely♡Cat's Eye est le 4e single de Misono sorti sous le label Avex Trax le 1er novembre 2006 au Japon. Il atteint la 14e place du classement de l'Oricon, il reste classé pendant 4 semaines, pour un total de 16 957 exemplaires vendus. C'est le 3e single le plus vendu de Misono à ce jour. Il sort en format CD et CD+DVD.
Lovely♡Cat's Eye a été utilisé comme campagne publicitaire pour le jeu Tales of the Tempest sur Nintendo DS. Tomorrow a été utilisé comme campagne publicitaire pour le Café au Lait Glico. Lovely♡Cat's Eye se trouve sur l'album never+land et sur le mini album Tales with Misono ~Best~. Le thème de ce single est Cat's Eye.

## Liste des titres
| 1. | Lovely♥Cat's Eye ~Neko wa Kotatsu de Maruku Naranai no Maki~ (ラブリー♥キャッツアイ)                  | Misono                    | Susumu Nishikawa & Takahiro Izutani  | 4:29 |
| 2. | Tomorrow                                                                                              | Mayo Okamoto, Anzuki Mana | Mayo Okamoto, Matsuda "CHABE" Gakuji | 4:20 |
| 3. | Lovely♥Cat's Eye ~Neko wa Kotatsu de Maruku Naranai no Maki~ （Instrumental） (ラブリー♥キャッツアイ) |                           | Susumu Nishikawa & Takahiro Izutani  | 4:29 |
| 4. | Tomorrow （Instrumental）                                                                             |                           | Mayo Okamoto, Matsuda "CHABE" Gakuji | 4:18 |

| 1. | Lovely♥Cat's Eye ~Neko wa Kotatsu de Maruku Naranai no Maki~ (ラブリー♥キャッツアイ) |  |